# 乔治·纽伯里
乔治·纽伯里（英語：George Newberry，1917年3月6日—1978年12月29日），英国前男子自行车运动员。他曾代表英国参加1952年夏季奥林匹克运动会自行车比赛，获得男子团体追逐赛铜牌。